# 六郷満山

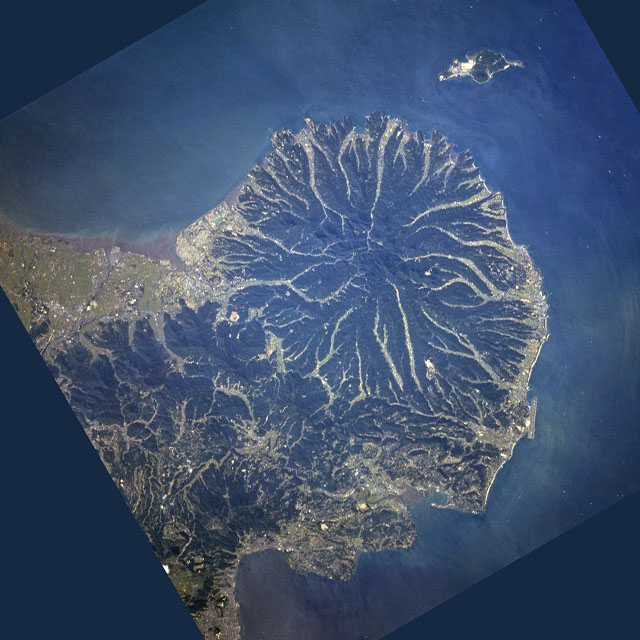
国東半島の航空写真。両子山を頂点に海に向かって放射状に山系が広がる

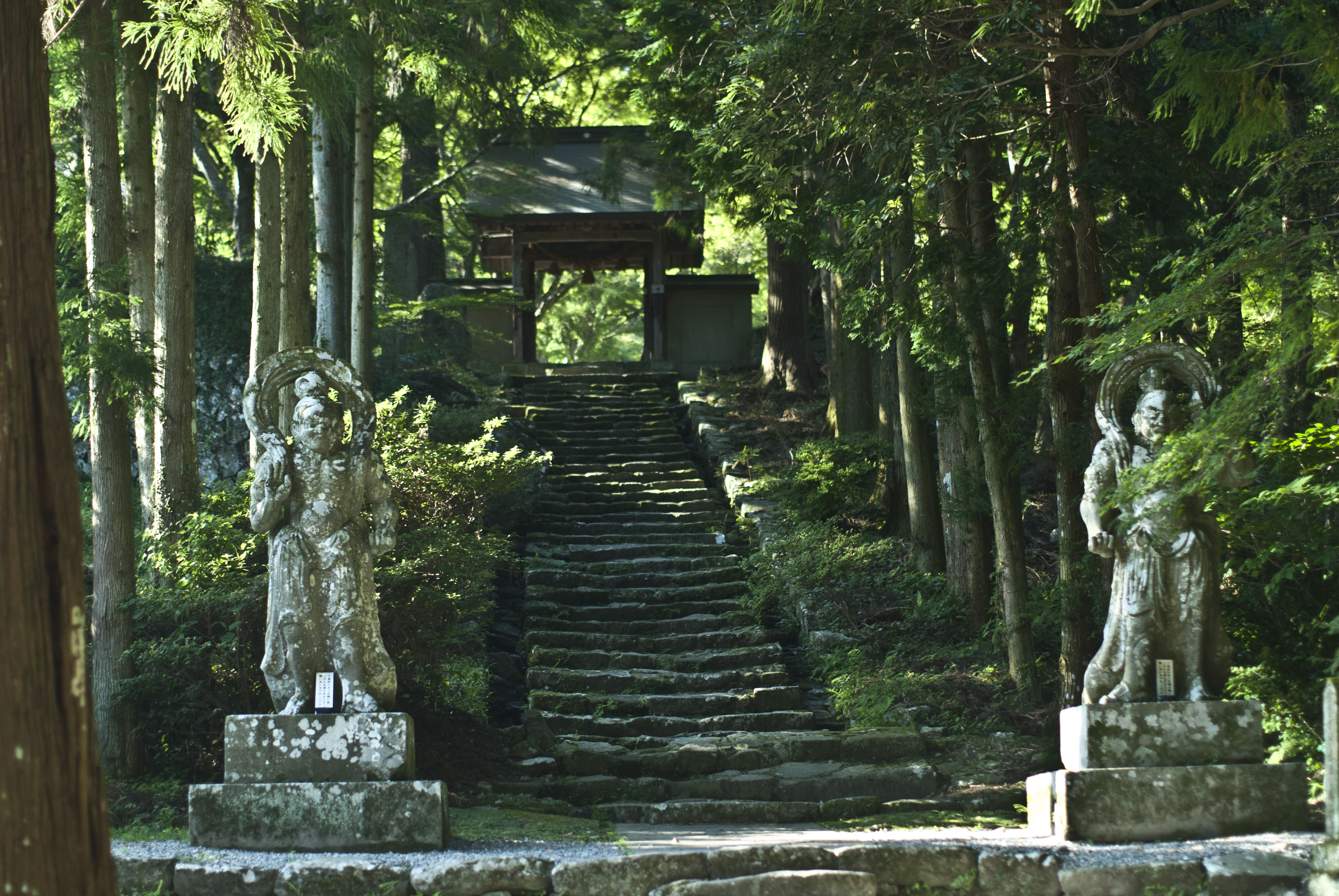
足曳山両子寺

六郷満山（ろくごうまんざん）は、大分県国東半島一帯にある寺院群の総称である。六郷は両子山を中心とした山稜の間に開かれた6つの郷、満山はそこに築かれた寺院群を指し、古くから六郷満山文化と呼ばれる独特の山岳宗教文化が栄えた。「六郷山」として国の史跡に指定されている。

## 歴史
伝説によれば、仁聞菩薩が、養老2年（718年）頃に、国東半島の各地に28の寺院を開創し、6万9千体の仏像を造ったといわれている。
実際には、古来国東半島にあった山岳信仰の場が、奈良時代末期から平安時代にかけて寺院の形態を取るようになったものである。古来の山岳信仰が、近隣の宇佐神宮及びその神宮寺である弥勒寺を中心とする八幡信仰、さらには天台系修験と融合した結果、神仏習合の独特な山岳仏教文化が形成されたと言われる。今日でも、33の寺院と番外に宇佐神宮を加えた「国東六郷満山霊場」（国東半島三十三箇所）が構成されている。

## 名前の由来
国東半島には、中央にそびえる両子山から放射状に伸びる谷筋に沿って、武蔵（むさし）、来縄（くなわ）、国東（くにさき）、田染（たしぶ）、安岐（あき）、伊美（いみ）の6つの郷が開け、六郷と呼ばれていた。また、国東半島の寺院群は、学問をするため本山（もとやま）、修行をするための中山（なかやま）、布教をするための末山（すえやま）の3つの群に分けられ、これらは合わせて満山と呼ばれていた。このことから、国東半島の寺院を総称して六郷満山と呼ぶようになった。

## 六郷満山文化
八幡信仰と天台修験が融合し発達した国東半島独自の宗教文化。国東半島の大部分が宇佐八幡の荘園だった奈良・平安時代に八幡宮や神仏習合の六郷満山寺院が多数建造されて特異な宗教文化が生まれ、平安末期には国東半島だけで約1000の伽藍があったという。その後時代が下るにつれ、鎌倉仏教系、禅宗系、浄土真宗系寺院への転向や建立がなされ、独特の伝統行事や習俗文化が育まれ、今に引き継がれている。国宝の富貴寺大堂に代表される平安建築や、熊野磨崖仏をはじめ、六郷満山文化が最盛期だった平安時代の古仏や石窟など石造美術も多く遺る。

## 修正鬼会
修正鬼会は、旧正月（1-2月）に六郷満山の寺院で行われていた火祭り。この行事に登場する鬼は、悪鬼ではなく、祖先が姿を変えたものとされる。現在では、天念寺（豊後高田市、毎年）、成仏寺（国東市、西暦偶数年）、岩戸寺（国東市、西暦奇数年）の3つの寺で行われている。国の重要無形民俗文化財に指定されている。

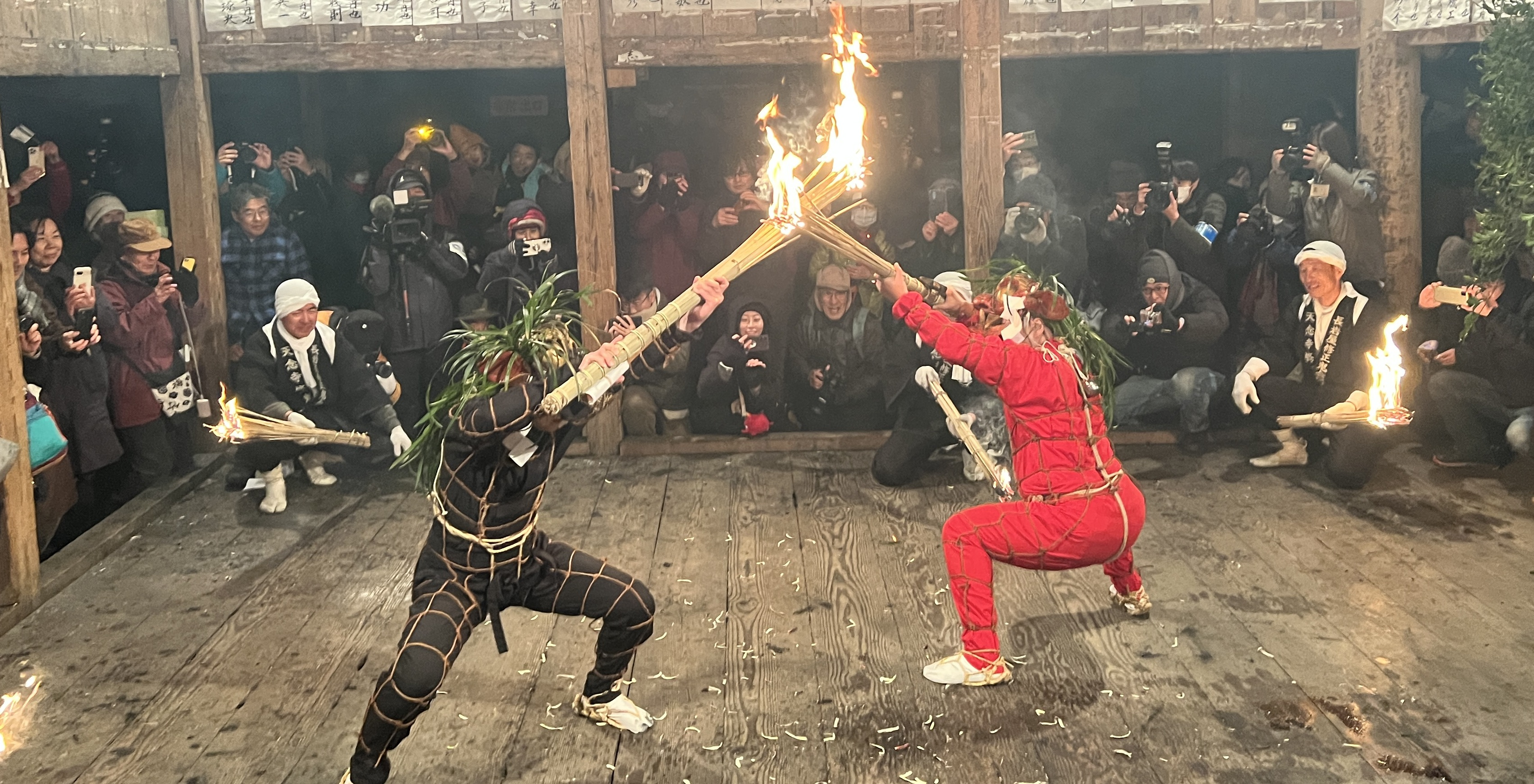
修正鬼会

## 六郷満山の本寺一覧
六郷満山には盛時には65の寺院があったとされ、寺院の目的から本山（学問）・中山（修行）・末山（布教）の3群に分類され、本寺は多数の末寺・末坊を持っている。
この分類自体は古代から存在していたが、全体像が確認できる史料としては、安貞2（1228）年の「六郷山諸勤行幷諸堂役祭等目録写」や、1337年（建武4年）の「六郷山本中末寺次第幷四至等注文案」が挙げられる。
以下に挙げていない末寺の中で著名なものとしては、本山本寺の西叡山高山寺の末寺とされる富貴寺がある。なお、以下に挙げる本寺の中には現存しないものもある。

### 本山本寺
- 後山金剛寺
- 吉水山霊亀寺
- 大折山報恩寺
- 鞍懸山神宮寺
- 津波戸山水月寺
- 西叡山高山寺
- 良薬山智恩寺
- 馬城山伝乗寺 - 真木大堂はこの寺の堂宇であったとされる

全8寺

### 中山本寺
- 足曳山両子寺
- 長岩屋山天念寺
- 金剛山長安寺
- 加礼川山道脇寺
- 久米山護国寺
- 黒土石屋（現本松房）
- 小岩屋山無動寺
- 大岩屋山応暦寺
- 補陀落山千燈寺
- 横城山東光寺

全10寺

### 末山本寺
- 見地山東光寺
- 大巌山神宮寺
- 石立山岩戸寺
- 峨嵋山文殊仙寺
- 夷山霊仙寺
- 小城山宝命寺
- 龍華山成仏寺
- 参社山行入寺
- 西方山清浄光寺
- 懸樋山清巌寺

全10寺